# 공도 제90호선 (이스라엘)

공도 90호선의 실제 아이콘

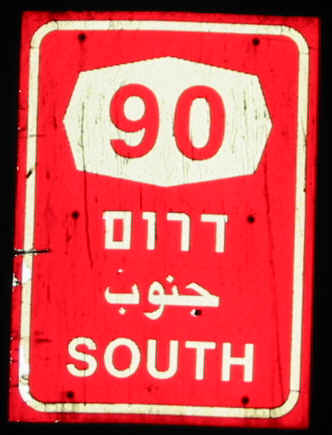
남쪽 방향으로 향하고 있는 공도 제90호선의 표지판

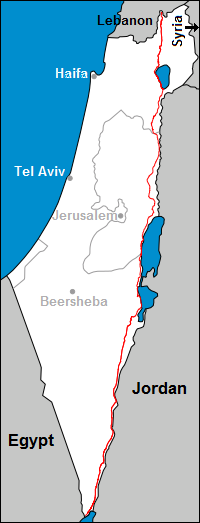
이스라엘 공도 제90호선의 실제 구간

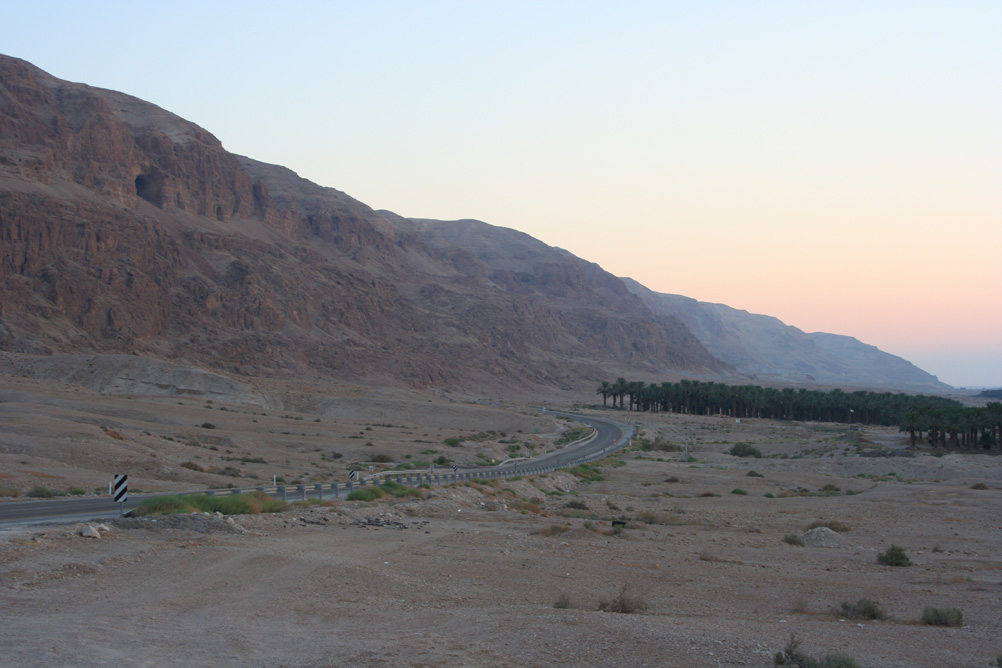
사해로 관통시키고 있는 공도 제90호선

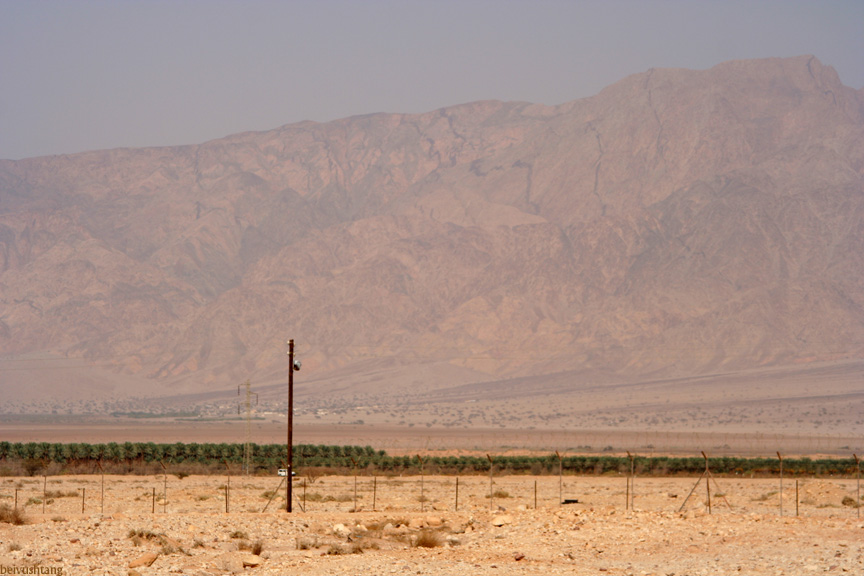
아라바의 골짜기를 거쳐 에일라트의 북쪽으로 가로지르는 형태를 가지고 있다.

공도 제90호선(Highway 90)은 이스라엘의 간선도로로, 총 연장은 약 480km의 거리를 가지고 있다. 그러나 이 도로는 이스라엘 동북부와 동남부를 이어주는 도로망이기도 하며, 중간 구간은 팔레스타인의 실효 지배 상태에서 관통되고 있는 것으로 보이게 되며, 공도 제60호선과 비슷한 형태를 취하고 있는 구간을 가지고 있다. 그 외에도 메툴라를 건너오면 레바논까지도 바로 이어주기도 한다. 주요 경유지상의 경관은 갈릴래아호, 요르단 계곡 그리고 사해가 있다. 실질적인 구간으로는 레바논 국경과 마주하고 있는 키르야트시모나에서 에일라트까지 이어주게 된다. 또한 별칭은 아라바 가도(Arabah Road)라는 호칭을 가지고 있다.